# Posse
För andra betydelser, se Posse (olika betydelser).
Posse är en svensk adlig, friherrlig och grevlig ätt.
Posse är en medeltida frälseätt som härstammar från Jylland i Danmark. Äldste kände stamfader är väpnaren Niels Jensen Loupose, som var gift med Kristina, syster till Nils Tykesson (Välingeätten), lagman i Värmland. Deras son var väpnaren och riksrådet Jöns Lagepose (i källor nämnd som Lage Posse) (död tidigast 1473) som levde i mitten av 1400-talet. Jöns Lagepose flyttade mellan 1428 och 1434 från Danmark till Sverige. Han blev riddare 1442 eller 1443 och riksråd senast 1466 och hade egendom i Västergötland och i Dalsland

En son till Jöns Lage Posse var Knut Jönsson Posse. Från en annan son Nils Jönsson Posse, härstammar de nu levande grenarna av ätten. Dennes sonsons son, Nils Knutsson Posse, (1558–1627), blev på ättens vägnar introducerades han mellan 10 mars och 4 april 1625 i andra klassen, riddarklassen, genom lottning under dåvarande nummer 20 nuvarande nummer 14, men utgick i adlig värdighet på svärdssidan i september 1731.
Hans brorson riksrådet och assessorn i Svea hovrätt, lagmannen i Norrfinne lagsaga, Knut Posse (1592–1664), hade nämligen upphöjts i friherrlig värdighet den 25 mars 1651 på Stockholms slott av drottning Kristina och skulle skriva sig till Hedesunda (Hedensund). Ätten introducerades 1652 15/10 som Posse af Hedensund under nummer 25, men utgick på svärdssidan den 25 december 1689.
Nils Posses, sonsons son landshövdingen i Kalmar län och på Öland sedermera landshövdingen i Västmanlands län och häradshövdingen i Vadsbo härad i Västergötland, Mauritz Nilsson Posse (1632–1702), upphöjdes i friherrlig värdighet 8 september 1673 på Kalmar slott av Karl XI och skulle skriva sig till Säby. Ätten introducerades den 22 september, år 1675 som Posse af Säby under nummer 57 och blev stamfader för den ännu levande friherrliga grenen.
Hans sonson, friherre Mauritz Posse (1712–1787), upphöjdes i grevlig värdighet enligt kunglig resolution given den 15 oktober 1771 i Stockholm av Gustav III, men tog aldrig introduktion och ätten utgick på svärdssidan den 7 januari 1818. 
Översten och chefen för Livdrabanterna till fot och Livgardet till fot sedermera generallöjtnanten av 
infanteriet, kungliga rådet och överståthållaren i Stockholm, Knut Posse (död 1714), upphöjdes i friherrlig värdighet den 24 oktober 1696 i Stockholm av Karl XI. Han introducerades den 6 november 1697 under dåvarande nummer 107 ½, men ätten uteslöts 1727 i den nya matrikeln såsom varande introducerad i högre värdighet. Han upphöjdes nämligen i grevlig värdighet den 25 juni 1706 av Karl XII och äldste sonen introducerades på ättens vägnar i denna egenskap 1719 under nummer 51.
Ätten inskrevs 1806 under nummer 3 i första klassen, grevar, på det samma år av Gustav IV Adolf inrättade svenska Riddarhuset för Pommern och Rügen i Greifswald.
En sonsons sonson till Mauritz Posse, generallöjtnanten och inspektören för fjärde Infanteri-inspektionen sedermera generalen av infanteriet och en av rikets herrar, friherre Carl Henric Posse (1767–1843), upphöjdes i grevlig värdighet jämlikt 37 § 1809 års regeringsform, innebärande att endast huvudmannen innehar grevlig värdighet, den 11 maj 1826 på Stockholms slott av Karl XIV Johan, och introducerades den 23 juli 1828 under nummer 141. Han slöt själv ätten på svärdssidan den 4 april 1843.
Till denna ätt hörde godsägaren och politikern, greve Arvid Posse, (1820–1901) statsminister 1880–1883, och finansminister 1880–1881, samt hans sondotter Amelie Posse.

## Blasonering

### Friherrliga ätten Posse af Säby, Nr 57
| ”                                                                                   | En Sköldh i fyra fördelt, bestående af twenne leyon och twenne Murar, uthi hwardere Muren, fyra Fahnor, och gamble Wapnet mit uthi; Trenne Tornerehielmar, sådane som på frijherre Wapnen öflige ähro, ofwan på Skiölden, uthur den ene som mit uthi ståår, stijga twanne Armar opp som oppehålla en Steengafwel medh tree der uthur upstigande eldzflammor, äfwen som uppå dhet gambla Wapnet och uthur den högre ett Leyon oprättstående, hållandes medh begge Kloarne een fyrmysa , och uthur den Wänstre ett lijka leyon, hållandes en Kuhla i den högre fothen, aldeles som Wapnet ståår här afmåhlat. | „ |
| – Friherrebrevet i original, RHA. Transkription: Karin Borgkvist Ljung, 2017-01-16. | |   |

### Friherrliga ätten Posse, Nr 107 ½
| ”                                                   | Een Sköld som är fördellt i Fyra Fält och mitt uthj denn samma Possærnes gambla Stamn Wapn, som är Twenne halfwa och een heel gafuell af een Röd Muur. Sölfwer fältet, men af sielfwa Frijherre Wapnet ähr dett första Fältet Blått och der utj Ett Leyon af gull, dett andra Fältet är med Ruthwärck af gull och Blått hwar om annat fördellt, sampt der öfwer een Röd Chef uthj hwilken Lyser een Sool af gull det Tredie Fältet ähr utj allt lijka med dett andra så och det Fierde med det första, ofwan på Skiölden stå Twenne öpne Tornerhiellmar med Een frijherre Crona öfwer, sampt Een emellan hwardera hiellmen, uthur den högra hiellmCronan opstijga ett par bewäpnade armar, hållandes emellan henderna een äfwen slijk Muur som denn heela i sielwa Skiölden, öfwer denn Wänstra hiellmCronan wijsa sig sex Stycken hwijta Fahnor med gyllenne Cronor öfwerströdde Löfwärket är af gull, Blått, Sölfwer och Rött, alldeles som sielfwa Wapnet med deß egentelige Färgor står afmåhlat och Repræsenterat | „ |
| – Transkription: Karin Borgkvist Ljung, 2017-05-29. | |   |

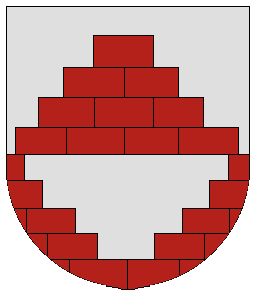
Det utbyggda Posse stamvapnet till enkellinjade motstående röda trappgavlar i silverfält
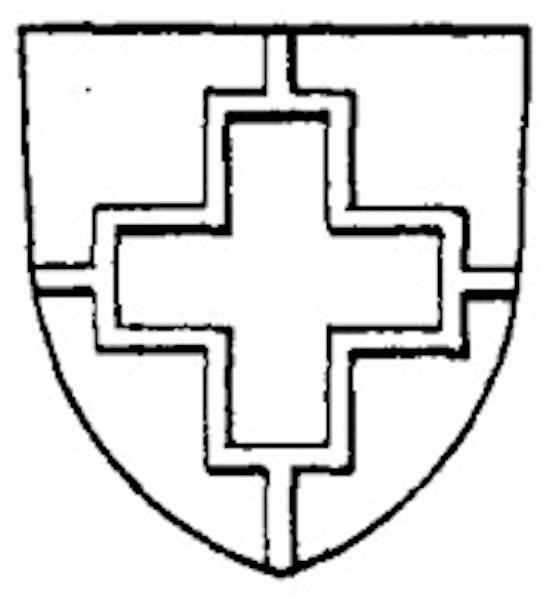
Jöns Lageposes vapen